# 財富分配
财富分配是指社会中各个成员或群体所擁有的财富以及這些群體之間的財富差異。
财富分配不同于收入分配，因为它着眼于整個社会中的資產分配，而不是僅考量一個社会成员當下的收入。根据国际收入与财富研究协会的说法，“世界範圍內的财富分配相對於收入分配更加不平等。” 